# كريستيان ماثينيا
كريستيان ماثينيا (بالألمانية: Christian Mathenia)‏ (31 مارس 1992 بماينتس في ألمانيا - ) هو لاعب كرة قدم ألماني في مركز حراسة المرمى. لعب مع دارمشتات 98 ونادي هامبورغ و1. FSV Mainz 05 II ‏.

## وصلات خارجية
- كريستيان ماثينيا على موقع قاعدة بيانات كرة القدم.إي يو (الإنجليزية)
- كريستيان ماثينيا على موقع بيانات كرة القدم. دي إي (الألمانية)
- كريستيان ماثينيا على موقع Soccerway.com (الإنجليزية)
- كريستيان ماثينيا على موقع عالم كرة القدم.نت (الإنجليزية)
- كريستيان ماثينيا على موقع AS.com (الإسبانية)